# Chôra
 (octobre 2010).
Pour le monastère de Chora, voir Saint-Sauveur-in-Chora
La chôra (en grec ancien : χώρα) est, en Grèce antique, le territoire rural de la polis (cité), « un espace de terre limité et occupé par quelqu’un ou quelque chose ». Le même mot chora a pris chez Platon un sens lié à la conception platonicienne de l’espace cosmique, sens sur lequel le philosophe lui-même avoue son embarras. Maints lecteurs, dès l’Antiquité ont peiné à l'expliquer, et l’exégèse moderne formule  plusieurs hypothèses.

## Étymologie
En grec moderne : χώρα signifie « territoire, pays » et χωριό « village ». En grec ancien : χώρα, le même mot, indique une « place », tout « espace de terre limité et occupé par quelqu’un ou quelque chose ».
Le néologisme français chorème a été tiré du mot chora.

## Territoire administratif
La chora est, en Grèce antique , le territoire de la polis, composée de la ville elle-même (astu ou asty) et de la chora. Néanmoins, ville et campagne ne s'opposaient pas comme aujourd'hui, et la chora n'était pas forcément soumise à la ville, mais complémentaire : ceux qui résidaient en ville vivaient souvent de leurs terres dans la chora, et beaucoup de gens du pouvoir urbain résidaient dans la chora.
La chora est une zone à dominante rurale, avec de petits bourgs et villages, voire de petites villes qui n'ont pas le statut de cité et qui dépendent d'une ville plus importante.
Au Ve siècle av. J.-C., lors de l'introduction des réformes clisthéniennes, la chora d'Athènes est découpée en deux : la paralie, essentiellement une zone côtière, est séparée de la mésogée, qui est l'intérieur des terres, et les dix tribus d'Athènes sont ainsi réparties en trois zones: paralie, mésogée et l'astu et ses environs proches. Afin de garantir une certaine homogénéité et représentativité de l'ensemble de la cité, chaque tribu était constituée d'une trittye (1/10e) de chaque région.

## Philosophie
En métaphysique, se référant au premier sens de « place », Platon (particulièrement dans le Timée, 49 a - 53 b) utilise également le terme de chôra pour désigner un concept ontologique difficile que l'on pourrait très grossièrement traduire par le mot « espace » ; il s'agit en quelque sorte de la matrice porteuse de toute matière, responsable de l'aspect chaotique et indéterminé de celle-ci en dépit des efforts du Démiurge pour lui donner une forme idéale : comme elle ne peut pas accueillir la perfection stable des Idées, elle cause une détérioration métaphysique des objets que le Démiurge place en elle, semblable à celle que subissent les émanations de l'Un chez Plotin en se rapprochant du non-être par procession.
De ce fait, la chora ne correspond pas simplement à l'étendue vide dans laquelle se situent les objets, mais aussi à la loi de leur inévitable instabilité et à la source du devenir : c'est elle qui prédétermine toute chose au changement et à la corruption. En ce sens, la chôra est une propriété du sensible, à mi-chemin entre être et non-être ; elle n'est pas quelque chose, mais la condition de possibilité de toute chose, et en définitive la raison pour laquelle aucune science du sensible ni du particulier n'existe, le monde tangible s'écartant sans cesse de la trame rationnelle des Idées qui le sous-tendent. Du reste, le mot χώρα est de la même famille que le mot χωρισμός, « séparation », qui est utilisé par Platon pour désigner l'impossibilité d'une continuité entre le sensible et l'intelligible (mais la participation, en grec μέθεξις, contrebalance cet effet).
Tout cela permet de comprendre que ce concept préfigure celui de substance chez Aristote, la substance également étant indéterminée, dépourvue de propriété. C'est elle qui, chez Plotin, sera finalement assimilée à la source du Mal, en tant que l'indétermination est synonyme d'irrationalité, de désorganisation, d'informité (perte de la forme aristotélicienne, et donc de toute possibilité pour la substance d'être saisie ou définie) ; mais, comme la chôra, la substance n'est pas mauvaise en soi car elle est nécessaire : sans elle, aucune autre réalité que les idées ne serait possible, elle est ce qui permet aux choses d'exister.
De façon intéressante, comme Platon effectue un parallèle (qui tient de la mimésis ; il ne s'agit pas d'une simple métaphore ou analogie) entre la structure cosmique et celle de la cité idéale (c'est là un rapport microcosme-macrocosme), de même que le dirigeant de la cité a dans celle-ci la même place que le Démiurge dans l'univers, la chora (comme territoire à aménager) a dans la cité la même place que la chôra (comme matrice de réalisation des idées par le Démiurge) dans le cosmos. Ainsi, le rapport entre le sens originel du mot chôra et son sens métaphysique est fondé sur plus qu'une simple comparaison : dans un cas comme dans l'autre, la chôra est un espace de réalisation, une ouverture potentielle à l'action bonne, qui doit toutefois s’accommoder des accidents concrets comme d'autant d'imperfections inévitables.
Jacques Derrida a publié en 1993 un opuscule avec le titre Khôra et qui soumet au jeu de la déconstruction l'usage du mot fait par Platon. Avant lui, dès 1974, Julia Kristeva, avec Révolution du langage poétique, a renouvelé l'intérêt pour ce terme grec, en dehors de la philosophie grecque, dans le courant de pensée post-structuraliste. On peut également noter le propos de Chantal Jaquet, reprenant très exactement celui de Platon, d'après lequel « la chôra doit être pensée comme un réceptacle susceptible de recevoir toutes les formes précisément parce qu'elle n'en a aucune ». Augustin Berque dans Écoumène s'oppose à Derrida et montre l'aspect ancré (de l'Attique) de la Chôra, proche de la Gegend de Heidegger.